# Battaglia delle Isole Green
La battaglia delle Isole Green si svolse tra il 15 e il 20 febbraio 1944, nell'ambito dei più vasti eventi della campagna delle isole Salomone della seconda guerra mondiale.
Una forza di spedizione anfibia degli Alleati, composta da truppe da combattimento neozelandesi, comandate dal generale Harold Barrowclough, trasportate da unità navali statunitensi, guidate dal retroammiraglio Theodore Wilkinson, prese terra sul piccolo arcipelago delle Isole Green nel Pacifico meridionale, prescelto per ospitare una base intermedia da cui attaccare la strategica posizione di Rabaul sull'isola di Nuova Britannia. Nonostante l'intervento di velivoli da combattimento da Rabaul, la piccola guarnigione giapponese stanziata sulle isole fu rapidamente sopraffatta dalle superiori forze degli Alleati.

## Antefatti
L'arcipelago delle Isole Green è composto da un certo numero di piccoli atolli corallini, collocati a metà strada tra le grandi isole di Bougainville a sud-est e Nuova Irlanda a nord-ovest; l'arcipelago sorge a circa 240 chilometri a occidente di Rabaul, che nella seconda guerra mondiale fu la principale base navale e aerea delle forze giapponesi schierate nel Pacifico meridionale. Abitate da circa 1 400 melanesiani all'epoca della battaglia, le isole Green formavano un grezzo cerchio, con la più grande di esse, Nissan, a forma di mezzaluna rivolta a ovest chiusa da diverse isole più piccole separate tra di loro da stretti passaggi che si aprivano su una laguna larga circa 7,4 chilometri.
Sulla scia degli sbarchi effettuati a Capo Torokina su Bougainville il 1º novembre 1943 e a Capo Gloucester sull'isola di Nuova Britannia il 26 dicembre seguente, gli Alleati continuarono la loro progressiva avanzata in direzione di Rabaul; in tale ambito, le Isole Green furono individuate come un obiettivo importante, abbastanza vicine per essere coperte dai velivoli da caccia che decollavano dall'aeroporto di Capo Torokina e con la prospettiva di poter diventare una base aeronavale per le successive offensive in direzione di Rabaul.
Il 30 gennaio 1944 circa 300 soldati neozelandesi del 30th Infantry Battalion, appoggiati da personale d'intelligence e delle comunicazioni statunitense e neozelandese, sbarcarono sull'isola di Nissan; scortato da una piccola forza navale di cacciatorpediniere, motosiluranti e mezzi da sbarco, il contingente aveva il compito di stimare la consistenza della locale guarnigione giapponese, come pure di rilevare la posizione delle spiagge migliori per uno sbarco in forze e le località per il successivo sviluppo della base alleata. Il contingente da ricognizione alleato rimase su Nissan per 24 ore, stabilendo contatti con gli abitanti locali che fornirono diverse informazioni d'intelligence e inviando pattuglie nell'interno per localizzare le postazioni dei giapponesi; nel corso di questo periodo a terra gli Alleati sostennero alcune schermaglie con il nemico, e la forza da sbarco riportò quattro morti e cinque feriti prima di essere evacuata via mare a Vella Lavella.

## La battaglia

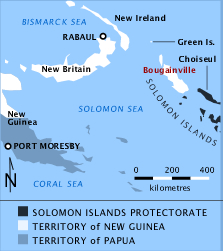
La posizione dell'arcipelago delle Isole Green

Sotto la direzione strategica dell'ammiraglio William Halsey, comandante delle forze navali alleate nel sud Pacifico, l'invasione delle Isole Green ebbe inizio il 15 febbraio 1944 sotto il nome in codice di "Operazione Squarepeg". Salpato dalla base di Vella Lavella, il principale elemento da combattimento della forza d'invasione era rappresentato da tre battaglioni di fanteria della 14th Brigade neozelandese, distaccata dalla 3rd New Zealand Division del generale Harold Barrowclough. La guarnigione giapponese ammontava inizialmente a 12 marinai di una forza di guardia, rinforzati da 80 soldati dell'8ª Armata d'area del generale Hitoshi Imamura arrivati a bordo di un sommergibile all'inizio di febbraio; con l'arrivo di successivi rinforzi la guarnigione giapponese giunse a contare circa 120 uomini.
I fanti neozelandesi (e un contingente di carri armati Mk III Valentine) furono trasportati alle Isole Green da una flottiglia di trasporti veloci (APD, vecchi cacciatorpediniere riadattati al trasporto di soldati) e Landing Ship Tank della United States Navy, scortati da una forte task force di cacciatorpediniere, dragamine e motosiluranti agli ordini del retroammiraglio Theodore Wilkinson. Il supporto logistico alla forza sbarcata era garantito da tre battaglioni di genieri navali statunitensi (il 33rd, 37th e 93rd Naval Construction Battalion), oltre ad altre unità ausiliare: un battaglione di artiglieria costiera venne sbarcato per fornire difesa antiaerea alla forza d'invasione, come pure unità di genieri, artiglieria, mediche e di supporto logistico provenienti dall'organico della 3rd New Zealand Division.
I combattimenti furono brevi ma aspri su terra e molto pesanti in aria. Poco prima dello sbarco, mentre la forza d'invasione procedeva verso l'arcipelago, una grossa formazione di velivoli giapponesi si alzò in volo da Rabaul per attaccare le navi statunitensi: i trasporto truppe sfuggirono indenni all'attacco, ma l'incrociatore leggero USS St. Louis che forniva copertura a distanza alla flotta d'invasione fu colpito da una bomba registrando 23 morti e 28 feriti tra l'equipaggio. Poco dopo, un gruppo di bombardieri in picchiata nipponici mosse contro la formazione dei mezzi da sbarco che andava formandosi a occidente delle isole, ma i giapponesi furono subito affrontati dai caccia statunitensi del comando AirSols decollati da Capo Torokina, i quali guadagnarono rapidamente la superiorità aerea sopra l'isola di Nissan; in totale, i giapponesi lamentarono la perdita di 12 velivoli. A parte una bomba caduta nelle vicinanze della LST-446, lo sbarco procedette rapidamente e senza intoppi, con la fanteria che procedette all'interno della laguna a bordo di mezzi LCI e LCVP attraverso il passaggio a sud dell'Isola Barahun per poi prendere terra a Nissan in vari punti presso le piantagioni di Pokonian (sul lato occidentale della laguna) e Tangalan (sul lato orientale). In totale, 5 806 soldati alleati (di cui 4 242 neozelandesi e 1 564 statunitensi) furono sbarcati il solo 15 febbraio.

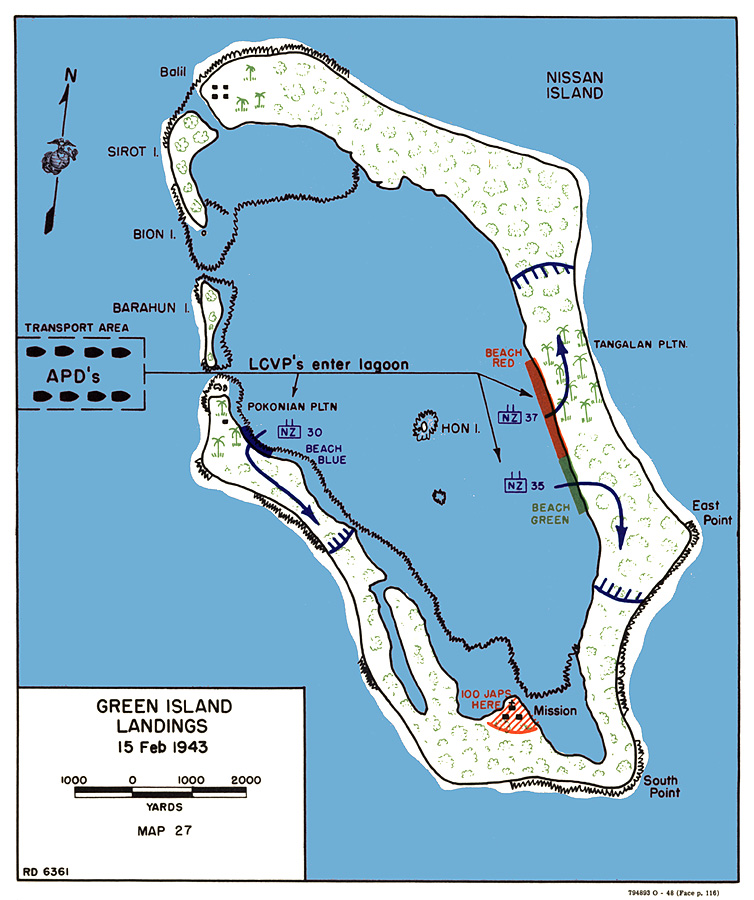
Carta degli sbarchi alleati su Nissan il 15 febbraio 1944

Dopo aver preso terra i neozelandesi incontrarono solo una breve resistenza ad opera di alcuni barconi giapponesi attorno all'Isola Sirot, stabilendo poi un perimetro; visto il pericolo di possibili contrattacchi ad opera delle forze nipponiche a Rabaul gli Alleati implementarono un sistema di elaborate difese a protezione delle loro posizioni, mentre alcune pattuglie venivano inviate fuori dal perimetro e squadre da carico iniziavano a spostare i rifornimenti sbarcati dalle spiagge verso l'interno. Il quartier generale della brigata fu installato alla piantagione di Tangalan, mentre Barrowclough e il suo stato maggiore si sistemavano attorno a Pokonian. Il 16 febbraio i neozelandesi iniziarono a muovere verso l'interno: il 30th Infantry Battalion ripulì il lato occidentale di Nissan attorno alla piantagione di Pokonian, mentre il 37th Battalion muoveva verso la punta settentrionale dell'isola a partire da Tangalan e il 35th Battalion faceva lo stesso in direzione sud; ogni battaglione aveva il sostegno di un troop di carri Valentine, i quali oltre a fornire supporto di combattimento si rivelarono utili per aprire sentieri transitabili attraverso la fitta giungla dell'isola
Una serie di piccoli scontri di pattuglie prese vita nella zona assegnata al 30th Battalion, mentre un gruppo di 70 giapponesi fu trovato asserragliato nei pressi di una missione cattolica sulla punta meridionale di Nissan nei pressi di Tanaheran; questo gruppo fu infine sopraffatto nel corso di diversi giorni di scontri con i fanti e i carri neozelandesi, al prezzo di tre morti e 11 feriti per gli Alleati e di 62 morti per i giapponesi. Altri scontri si ebbero il 19 febbraio, prima che le isole fossero dichiarate ufficialmente sicure il giorno seguente; un'ultima azione si ebbe ancora il 23 febbraio, quando una compagnia del 37th Battalion sbarcò sull'isola di Sau: 14 giapponesi che qui si erano ritirati rifiutarono di arrendersi, e furono tutti uccisi al termine di un breve scontro che costò quattro feriti ai neozelandesi. In totale gli Alleati riportarono 13 morti e 26 feriti nel corso degli scontri terrestri sulle isole, mentre l'intera guarnigione giapponese fu annientata.

## Conseguenze
Lo sviluppo della base alleata alle Isole Green fu affidato al 22nd Naval Construction Regiment statunitense, attivato il 15 gennaio 1944. I lavori di costruzione dell'aeroporto ebbero inizio già il 20 febbraio, e per il 6 marzo era operativa una pista di 46 metri che consentì ai primi caccia di svolgere missioni sopra Kavieng e la Nuova Irlanda; i lavori continuarono per realizzare ulteriori strade, piste di rullaggio, zone parcheggio e strutture della base, ed entro la fine del mese una pista d'atterraggio lunga 1 500 metri era stata aperta per permettere i voli dei bombardieri alleati. I lavori furono ostacolati dal cattivo tempo, dalla necessità di abbattere la densa vegetazione dell'isola e dalla presenza di formazioni rocciose che dovettero essere demolite con l'esplosivo; il corallo impiegato per ricoprire le piste d'atterraggio fu portato sull'isola da cave situate al di fuori di essa. I genieri realizzarono anche un deposito di carburante per aerei con quattordici grossi serbatoi
.
La base aerea divenne sede di squadriglie di caccia e bombardieri dell'United States Marine Corps impegnate nello sforzo alleato per isolare le basi giapponesi di Rabaul e Kavieg, mentre unità di caccia neozelandesi usarono le piste come basi intermedie per il rifornimento di carburante durante i loro voli sopra Rabaul. Un distaccamento di velivoli da trasporto del South Pacific Combat Air Transport Command (SCAT) fu dislocato sull'isola, e impiegato per trasportare materiali, posta e feriti dalle zone di combattimento nei dintorni; l'allora tenente Richard Nixon, futuro presidente degli Stati Uniti, servì come ufficiale in comando del distaccamento dello SCAT alle Isole Green nel corso del 1944.
Su Nissan fu inoltre costruita una rampa per idrovolanti e tre ormeggi con ancore in cemento e boe a bidone di carburante; fu realizzata anche un'intera base per motosiluranti, completa di un molo per il rifornimento di carburante, strutture di ricovero, officine, depositi di ferraglie e un molo a pontone a forma di T. Un ospedale per la base fu realizzato in un complesso di quattro capanno Quonset. A causa della carenza di cibo sulle isole, un gruppo di 1 147 civili locali fu portato via da Nissan e trasferito a Guadalcanal nel marzo 1944.
Quando gli Alleati aprirono una nuova base aerea ad Emirau nel maggio 1944, l'importanza della base di Nissan declinò e molti dei velivoli lì dislocati furono spostati nella nuova base. La costruzione della base fu dichiarata come terminata nel luglio 1944, e la responsabilità delle infrastrutture fu affidata ai Construction Battalion Maintenance Units (CBMU) 552 e 553. Lo smantellamento delle strutture iniziò già alla fine del 1944: il CBMU 552 lasciò le isole nel marzo 1945, ma il CBMU 553 rimase fino all'agosto 1945..